# Diecezja Karolinów
Diecezja Karolinów (łac.: Dioecesis Carolinensium, ang. Diocese of Caroline Islands) – rzymskokatolicka diecezja ze stolicą w Chuuk na wyspie Saint Thomas, w Mikronezji.
Wchodzi w skład metropolii Hagåtña na Guam i obejmuje Mikronezję i Palau.
Katedrą diecezjalną jest katedra Niepokalanego Serca Najświętszej Maryi Panny w Chuuk.

## Historia
19 grudnia 1905 powstał Wikariat apostolski Wysp Karolińskich, następnie, 4 lipca 1946, wikariat apostolski Wysp Karolińskich i Wysp Marshalla. 3 maja 1979 zmieniono na diecezję Karoliny-Marshalla, z kolei 23 kwietnia 1993 wydzielono diecezję Wysp Karolińskich.

## Biskupi
- Salvador-Pierre Walleser OFMCap (1912-1919)
- Santiago López de Rego y Labarta SI (1923-1938)
- Thomas John Feeney SI (1951-1955)
- Vincent Ignatius Kennally SI (1956-1971)
- Martin Joseph Neylon SI (1971-1995)
- Amando Samo (1995-2020)
- Julio Angkel (od 2020)